# Дело Наамы Иссахар
Дело Наамы Иссахар — инцидент с задержанием в России в 2019—2020 годах гражданки Израиля и США Наамы Иссахар по подозрению в контрабанде наркотиков.
Наама Иссахар (род. 1993) имеет два гражданства, израильское и американское. Родилась в еврейской семье в Нью-Джерси и до 16 лет проживала в США. Репатриировалась с матерью в Израиль (2009). Прошла службу в ЦАХАЛе. После службы в армии совершила несколько поездок в Индию, где увлеклась йогой. Планировала стать профессиональным инструктором йоги. Была задержана в России по подозрению в контрабанде наркотиков (2019) и помилована президентом России (2020).

## Дело Наамы Иссахар
В апреле 2019 года Наама Иссахар, следовавшая авиарейсом из Индии в Израиль с пересадкой в Москве, была задержана в зоне для транзитных пассажиров международного аэропорта Шереметьево за предполагаемую контрабанду наркотиков. Нааме сообщили, что в её багаже были найдены 9,5 граммов гашиша. 11 октября 2019 года российский суд приговорил Нааму к семи с половиной годам лишения свободы по обвинению в хранении наркотиков и контрабанде.
Арест Наамы вызвал широкий общественный протест в Израиле и некоторых других странах. 19 октября 2019 года в Тель-Авиве и Нью-Йорке прошли митинги с требованием освободить Иссахар. В Израиле были установлены рекламные щиты, призывающие Путина вернуть Нааму домой.
13 октября 2019 года президент Израиля Реувен Ривлин обратился к президенту России Владимиру Путину с просьбой помиловать Нааму Иссахар. Премьер-министр Израиля Биньямин Нетаньяху лично принёс извинения Владимиру Путину за Иссахар и просил её освобождения.
Семья Иссахар и израильские чиновники сообщали, что они получали информацию из России о том, что Наама может быть освобождена, если в Россию будет передан Алексей Бурков, гражданин России, ожидающий экстрадиции из Израиля в Соединённые Штаты по подозрению в совершении киберпреступлений. Высокий суд Израиля в конечном итоге отклонил апелляцию Буркова против его экстрадиции, что привело к его передаче США. Россия осудила это решение как «нарушение … международных обязательств Израиля», заявив, что это решение «…не способствует развитию российско-израильских отношений».
В декабре 2019 года министерство юстиции Израиля передало историческое Александровское подворье в Иерусалиме Российскому Императорскому Православному Палестинскому Обществу, что многие комментаторы связывали с переговорами об освобождении Иссахар.
23 января 2020 года во время визита президента Путина в Израиль и его встречи с Биньямином Нетаньяху и матерью Наамы российским президентом была высказана фраза, что по его мнению дело Наамы закончится благополучно.
26 января 2020 года Наама Иссахар написала Путину просьбу о помиловании. 29 января 2020 года Путин подписал указ о её помиловании По словам адвоката, это первый случай помилования российским президентом иностранного гражданина. 30 января 2020 года Наама вышла на свободу. В сопровождении своей матери — Яффы Иссахар, премьер-министра Израиля Биньямина Нетаньяху и его супруги Сары Нетаньяху, была доставлена в Израиль.